# Pyhälammi
Pyhälammi är en sjö i kommunerna Salo och Lojo i landskapen Egentliga Finland och Nyland i Finland. Sjön ligger 58,2 meter över havet. Arean är 41 hektar och strandlinjen är 6,43 kilometer lång. Sjön  ingår i Kisko ås och Bjärnå å huvudavrinningsområde.   Den ligger omkring 77 kilometer öster om Åbo och omkring 73 kilometer väster om Helsingfors. 